# راجكومار راو
راجكومار راو (بالهندية: राजकुमार राव) (ولد في 31 أغسطس 1984) هو ممثل هندي عُرِفَ بأعماله في السينما الهندية، بوليوود. بدأ مشواره الفني في بوليوود بفيلم حب جنس وخيانة. رُشح لجائزة فيلمفار فئة أفضل ممثل في دور ثانوي لأدائه الرائع في فلم كاي بو شي . فاز راو عام 2013 بجائزتيْ الفيلم الوطني لأفضل ممثل وفيلمفار فئة أفضل ممثل عن أدائه دور المحامي شاهِد عزمي في فيلم السيرة الذاتية شاهِد.

## حياته الشخصية
ولد راجكومار راو في 31 أغسطس 1984 بـغورغاون، هاريانا، الهند. اكتسب راو مهارة التمثيل من خلال خشبة المسرح عندما كان في صفه العاشر. أنهى دراسته بـغورغاون وتخرج في الفنون من جامعة دلهي. كان يمارس المسرح بشكل متزامن في مستودع كشيتيج ومركز شْري رام بدلهي. 
 في 2008, تخرج راجكومار من المعهد الهندي للفلم والتلفزيون في بونه, لينتقل بعد ذلك إلى مومباي.

## السيرة الفنية

### 2010 إلى 2012
بعد التخرج من المعهد الهندي للفلم والتلفزيون, ظل راو طيلة العام التالي يتوافد باستمرار على الأُستديوهات لمقابلة مدراء اختيار الممثلين (الكاستينغ).
 في 2010, صنع أول ظهور له في بوليوود بفيلم حب جنس وخيانة, بعدما اتستجاب لإعلان يذكر أن ديبكار بانرجي يبحث عن ممثل واعد.

وقع راو فيلمه التالي راجني إمْ إمْ إسْ حيث لعب فيه دور سلبي. نجح كلا الفلمان حب جنس وخيانة وراجني إمْ إمْ إسْ وأداء راجكومار لقي استحسان وإشادة. بعد ذلك ظهر راو في فيلم شيطان للمخرج بيجوي نامبيار. راجا سين من موقع ريدِف, بينما ينتقد الفيلم، يصف أداء راو بالرهيب.

في 2012, أدى أدوار ثانوية هامة في أفلام كـ عصابات واسيبور الجزء الثاني وشيتاغون وتالاش. أنوراغ كاشياب اختار راو ليمثل في عصابات واسيبور بعدما شاهد أداءه في فلم حب جنس وخيانة. من أجل دور شامشاد علام, زار واسيبور ليؤدي دوره على أكمل وجه. ومع ذلك، مدة ظهوره في السيناريو النهائي للفيلم اُعتبرت قصيرة. راو الذي تحمس للعمل رفقة أنوراغ كاشياب, مثل في الفيلم على كل حال. في الفيلم الذي حظي بإشادة النقاد شيتاغون, جسد دور محارب من أجل الحرية, لوكيناث بال. في فيلم تالاش, لعب دور الشرطي المساعد لعامر خان. راجيف ماسَند من سّي إن إن أي بي إن أشاد بروعة أدائه.

### 2013 إلى الآن

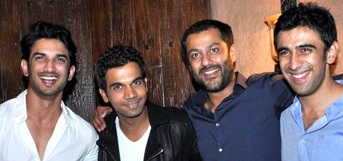
سوشانت, راجكومار, أبهيشيك وأميت في حفلة نجاح فلم كاي بو شي

في 2013, لعب راو دور غوفيند في فلم كاي بو شي من إخراج أبهيشيك كابور. تلقى الفيلم ردود فعل جيدة من النقاد ونجاحًا تجاريا في شباك التذاكر.
في نفس السنة، أدى راو دور البطولة في فيلم السيرة الذاتية شاهِد, كان الفيلم قائما على حياة المحامي والناشط الحقوقي شاهد عزمي. لقي الفيلم استحساناً كبيراً من طرف النقاد مشيدين بأداء راجكومار الرائع، ليُتَوْج بذلك بجائزة فيلمفار فئة أفضل ممثل.

في 2014, ظهر راجكومار راو في فيلم كوين مع الممثلة كانغانا رنولت, حيث لعب دور فيجاي, الشاب الذي ألغى زواجه بخطيبته. تلقى الفيلم ردود فعل جيدة من النقاد ومن الجمهور في شباك التذاكر.

في أبريل 2014, أكمل راو فيلم الدراما سيتي لايت من إخراج هنسال ميهتا وكذلك فيلم الرومانسية دولي كي دولي رفقة الممثلة سونام كابور. وقد وقع على عمل الفيلم الرومانسي هماري أدهوري كهاني جنبا إلى جنب مع الممثلين عمران هاشمي وفيديا بالان.

## أفلامه
| السنة | اسم الفيلم                                            | اسم الفيلم (بالعربية)       | الدور          | الملاحظات                                                  |
| ----- | ----------------------------------------------------- | --------------------------- | -------------- | ---------------------------------------------------------- |
| 2010  | Love Sex aur Dhokha                                   | حب جنس وخيانة               | أدارش          |                                                            |
| 2011  | Ragini MMS                                            | راجني إمْ إمْ إسْ              | أوداي          |                                                            |
| 2011  | Shaitan                                               | شيطان                       | المحقق مَلوانكَر |                                                            |
| 2012  | Gangs of Wasseypur - Part 2                           | عصابات واسيبور الجزء الثاني | شامشاد علام    |                                                            |
| 2012  | Chittagong                                            | شيتاغون                     | لوكانث بال     |                                                            |
| 2012  | Talaash                                               | البحث                       | ديفراث         |                                                            |
| 2013  | Kai Po Che                                            | لقد قطعت الطائرة الورقية    | غوفيند         | رُشحَ لجائزة فيلمفار فئة أفضل ممثل في دور ثانوي              |
| 2013  | D-Day                                                 | اليوم المحدد لشن الهجوم     | موان صوت       |                                                            |
| 2013  | Shahid                                                | شهيد                        | شاهِد عزمي      | جائزة الفيلم الوطني لأفضل ممثل جائزة فيلمفار فئة أفضل ممثل |
| 2014  | Queen                                                 | ملكة                        | فيجاي          |                                                            |
| 2014  | CityLights                                            | أضواء المدينة               | ديباك سينغ     |                                                            |
| 2015  | Dolly Ki Doli                                         | دوللي كي دولي               | سونو           |                                                            |
| 2015  | [[:en:Shimla_Mirchi\|[[Shimla Mirchi\|Shimla Mirchi]] | شيملا ميرشي                 |                | تصوير                                                      |
| 2015  | Hamari Adhuri Kahani                                  | قصتنا غير المكتملة          |                | تصوير                                                      |

## وصلات خارجية
- راجكومار راو على موقع IMDb (الإنجليزية)
- راجكومار راو على موقع ألو سيني (الفرنسية)
- راجكومار راو على موقع قاعدة بيانات الفيلم (الإنجليزية)
- راجكومار راو على موقع كينوبويسك (الروسية)